# Patagonia Lake
Der Patagonia Lake ist ein Stausee im Santa Cruz County im US-Bundesstaat Arizona. Er hat eine Fläche von 1,1 km² und liegt im Patagonia Lake State Park. Er entstand, als der Sonoita Creek gestaut wurde. Der See liegt in der Sonora-Wüste in der Nähe der mexikanischen Grenze und ist ein gutes Angelrevier. Man kann Forellen sowie Welse fangen.